# إيفن بيليرود
إيفن بيليرود (بالنرويجية البوكمول: Even Pellerud)‏ (15 يوليو 1953 في النرويج - ) هو مدرب كرة قدم ولاعب كرة قدم نرويجي في مركز الوسط. شارك مع منتخب النرويج لكرة القدم للسيدات. أما مع النوادي، فقد لعب مع نادي فوليرينغا وKongsvinger IL Toppfotball ‏.

## وصلات خارجية
- إيفن بيليرود على موقع الاتحاد الدولي (مؤرشف)  (الإنجليزية)
- إيفن بيليرود على موقع الاتحاد الأوربي (الإنجليزية)
- إيفن بيليرود على موقع اتحاد النرويج (النرويجية)
- إيفن بيليرود على موقع قاعدة بيانات كرة القدم.إي يو (الإنجليزية)
- إيفن بيليرود على موقع عالم كرة القدم.نت (الإنجليزية)
- إيفن بيليرود على موقع أوليمبيديا (الإنجليزية)